# Faget-Abbatial
 Faget-Abbatial  (en occitano Faget Abadiau) es una población y comuna francesa, ubicada en la región de Mediodía-Pirineos, departamento de Gers, en el distrito de Auch y cantón de Saramon.

## Demografía
| 278 | 226 | 201 | 217 | 201 | 211 |
| Para los censos de 1962 a 1999 la población legal corresponde a la población sin duplicidades (Fuente: INSEE [Consultar]) |     |     |     |     |     |